# German Open (Badminton)
Die German Open sind ein hochrangiges Badmintonturnier, das in Deutschland seit 1955 ausgetragen wird.
Anfangs war der Veranstaltungsort Bonn. Seit 1963 wechselt der Ort, an dem die German Open ausgetragen werden. Veranstalter ist die Vermarktungsgesellschaft Badminton Deutschland mbH, eine GmbH, deren Kapital wie folgt gehalten wird:
- 50 % = Deutscher Badminton-Verband e. V.
- 20 % = eine Einzelfirma
- 20 % = eine Kapitalfirma
- 10 % = eine Privatperson

## Geschichte
Die Veranstaltung startete 1955 unter dem Namen „Internationale Deutsche Meisterschaften“. 1981 wurde erstmals ein Titelsponsor präsentiert. Es gab eine Preisgeldausschüttung von 20.000 DM und die Bezeichnung der Titelkämpfe wurde offiziell in German Open geändert. 1983 wurde das Preisgeld um 50 % auf 30.000 DM erhöht. 1985 erfolgte ein Wechsel der Währung zu US-Dollar, verbunden mit einer weiteren Erhöhung der Ausschüttung auf 14.000 US-Dollar, was damals etwa 45.000 DM entsprach. Damit gehörte das Turnier in die Klasse der IBF-Grand-Prix-Turniere. 1986 erfolgte ein Wechsel des Titelsponsors von Carlton/Dunlop zu Yonex, was mit einer 50%igen Erhöhung des Preisgeldes auf 22.000 US-Dollar verbunden war. Auch 1987 sah wieder eine deutliche Steigerung des Preisgeldes auf 35.000 US-Dollar. Nachdem das Turnier bis 1988 immer Anfang März ausgetragen worden war, erfolgte 1989 ein Terminwechsel auf den Oktober. 1990 gab es ein kurzes Intermezzo mit einem doppelten Titelsponsor Yonex/Intersport. 1991 war Yonex wieder alleiniger Titelsponsor und es steigerte sich das Preisgeld auf 60.000 US-Dollar. 1995 befand man sich mit 100.000 US-Dollar erstmals im sechsstelligen Sponsoring-Bereich. 1996 erhöhte sich die Summe auf 125.000 US-Dollar. 1999 kam es zu einer massiven Kürzung auf 50.000 US-Dollar, bevor das Preisgeld im Jahr 2005 wieder auf 80.000 US-Dollar anstieg. Das reichte, um das Turnier vom Status eines 2-Sterne-Grand-Prix-Turniers auf den Status eines 3-Sterne-Turniers anzuheben. Nach aktueller Kategorisierung ist es ein BWF-Grand-Prix-Turnier vom Level 3A. Seit 2005 ist auch der Veranstaltungstermin wieder März. Nicht ausgetragen wurde das Turnier 1970, 1979 und 1998.
Im Nachgang der Veranstaltung 2008 wurde bekannt, dass das Turnier bis 2012 in Mülheim an der Ruhr ausgetragen wird. Im Oktober 2010 wurde von der Organisation bekanntgegeben, dass die Gesamtpreisgeldsumme von 80.000 US-Dollar auf 120.000 US-Dollar erhöht wurde und das Turnier damit ab der Ausgabe 2011 den Rang eines Grand Prix Gold-Turniers erhielt. Bis 2017 fanden die German Open als Grand Prix Gold-Turnier in Mülheim an der Ruhr statt. Mit der Umstellung des Wertungssystems gehören die German Open seit 2018 der BWF World Tour Super 300 an.

## Veranstaltungsorte
| Jahr      | Ort                 |
| --------- | ------------------- |
| 1955–1962 | Bonn                |
| 1963      | Hamburg             |
| 1964      | Lübeck              |
| 1965      | Bochum              |
| 1966      | Hannover            |
| 1967      | Frankfurt am Main   |
| 1968      | Berlin              |
| 1969      | Hamburg             |
| 1971–1974 | Oberhausen          |
| 1975–1977 | Mülheim an der Ruhr |
| 1978      | Oberhausen          |
| 1980–1982 | Mülheim an der Ruhr |
| 1983–1986 | Duisburg            |
| 1987–1991 | Düsseldorf          |
| 1992–1995 | Leverkusen          |
| 1996–1997 | Saarbrücken         |
| 1999–2004 | Duisburg            |
| 2005–2019 | Mülheim an der Ruhr |
| 2022–     | Mülheim an der Ruhr |

| Anzahl | Ort                 |
| ------ | ------------------- |
| 23     | Mülheim an der Ruhr |
| 10     | Duisburg            |
| 8      | Bonn                |
| 5      | Düsseldorf          |
| 5      | Oberhausen          |
| 5      | nicht ausgetragen   |
| 4      | Leverkusen          |
| 2      | Hamburg             |
| 2      | Saarbrücken         |
| 1      | Berlin              |
| 1      | Bochum              |
| 1      | Frankfurt am Main   |
| 1      | Hannover            |
| 1      | Lübeck              |

## Sieger
| Jahr      | Herreneinzel                                           | Dameneinzel                                            | Herrendoppel                                           | Damendoppel                                            | Mixed                                                  |
| --------- | ------------------------------------------------------ | ------------------------------------------------------ | ------------------------------------------------------ | ------------------------------------------------------ | ------------------------------------------------------ |
| 1955      | Eddy Choong                                            | Hanne Jensen                                           | Eddy Choong David Choong                               | Annelise Hansen Grete Flensted                         | David Choong Annelise Hansen                           |
| 1956      | Eddy Choong                                            | Inger Kjærgaard                                        | Jørn Skaarup Jørgen Hammergaard Hansen                 | Anni Jørgensen Hanne Jensen                            | Jørgen Hammergaard Hansen Anni Jørgensen               |
| 1957      | Eddy Choong                                            | Inger Kjærgaard                                        | Eddy Choong David Choong                               | Agnete Friis Hanne Jensen                              | Erland Kops Agnete Friis                               |
| 1958      | Ferry Sonneville                                       | Gisela Ellermann                                       | Hugh Findlay John Timperley                            | Gisela Ellermann Hannelore Schmidt                     | Bo Nilsson Amy Pettersson                              |
| 1959      | Bertil Glans                                           | Aase Schiøtt Jacobsen                                  | Jesper Sandvad Poul-Erik Nielsen                       | Agnete Friis Aase Schiøtt Jacobsen                     | Poul-Erik Nielsen Agnete Friis                         |
| 1960      | Ferry Sonneville                                       | Eva Pettersson                                         | Bertil Glans Berndt Dahlberg                           | Agnete Friis Inger Kjærgaard                           | Bjørn Holst-Christensen Inger Kjærgaard                |
| 1961      | Ferry Sonneville                                       | Judy Hashman                                           | Hugh Findlay Tony Jordan                               | Judy Hashman Sonia Cox                                 | Yeoh Kean Hua Judy Hashman                             |
| 1962      | Erland Kops                                            | Judy Hashman                                           | Finn Kobberø Jørgen Hammergaard Hansen                 | Judy Hashman Tonny Holst-Christensen                   | Finn Kobberø Hanne Andersen                            |
| 1963      | Erland Kops                                            | Judy Hashman                                           | Erland Kops Poul-Erik Nielsen                          | Karin Jørgensen Ulla Rasmussen                         | Poul-Erik Nielsen Kirsten Thorndahl                    |
| 1964      | Erland Kops                                            | Judy Hashman                                           | Erland Kops Poul-Erik Nielsen                          | Angela Bairstow Jennifer Pritchard                     | Finn Kobberø Bente Flindt                              |
| 1965      | Alan Parsons                                           | Ursula Smith                                           | Alan Parsons William Kerr                              | Brenda Parr Ursula Smith                               | Richard Purser Gerda Schumacher                        |
| 1966      | Erland Kops                                            | Irmgard Latz                                           | Per Walsøe Poul-Erik Nielsen                           | Judy Hashman Sue Peard                                 | Morten Pommergaard Ulla Strand                         |
| 1967      | Erland Kops                                            | Eva Twedberg                                           | Wolfgang Bochow Friedhelm Wulff                        | Irmgard Latz Marieluise Wackerow                       | Per Walsøe Ulla Strand                                 |
| 1968      | Erland Kops                                            | Eva Twedberg                                           | Tan Yee Khan Ng Boon Bee                               | Margaret Boxall Susan Pound                            | Tony Jordan Susan Pound                                |
| 1969      | Svend Pri                                              | Anne Flindt                                            | Jørgen Mortensen Henning Borch                         | Anne Flindt Pernille Mølgaard Hansen                   | Tony Jordan Susan Whetnall                             |
| 1970      | nicht ausgetragen                                      | nicht ausgetragen                                      | nicht ausgetragen                                      | nicht ausgetragen                                      | nicht ausgetragen                                      |
| 1971      | Sture Johnsson                                         | Eva Twedberg                                           | Punch Gunalan Ng Boon Bee                              | Anne Flindt Pernille Kaagaard                          | Derek Talbot Gillian Gilks                             |
| 1972      | Sture Johnsson                                         | Eva Twedberg                                           | Punch Gunalan Ng Boon Bee                              | Anne Flindt Pernille Kaagaard                          | Wolfgang Bochow Marieluise Wackerow                    |
| 1973      | Sture Johnsson                                         | Eva Twedberg                                           | Tjun Tjun Johan Wahjudi                                | Deirdre Tyghe Barbara Lord                             | Gert Perneklo Eva Twedberg                             |
| 1974      | Sture Johnsson                                         | Margaret Beck                                          | Derek Talbot Elliot Stuart                             | Margaret Beck Gillian Gilks                            | Roland Maywald Brigitte Steden                         |
| 1975      | Flemming Delfs                                         | Joke van Beusekom                                      | Bengt Fröman Thomas Kihlström                          | Brigitte Steden Marieluise Zizmann                     | Wolfgang Bochow Marieluise Zizmann                     |
| 1976      | Paul Whetnall                                          | Gillian Gilks                                          | Bengt Fröman Thomas Kihlström                          | Gillian Gilks Susan Whetnall                           | Mike Tredgett Nora Gardner                             |
| 1977      | Sture Johnsson                                         | Margaret Lockwood                                      | Bengt Fröman Thomas Kihlström                          | Barbara Giles Jane Webster                             | David Eddy Barbara Giles                               |
| 1978      | Ray Stevens                                            | Jane Webster                                           | Ola Eriksson Christian Lundberg                        | Nora Perry Anne Statt                                  | Rob Ridder Marjan Ridder                               |
| 1979      | nicht ausgetragen                                      | nicht ausgetragen                                      | nicht ausgetragen                                      | nicht ausgetragen                                      | nicht ausgetragen                                      |
| 1980      | Thomas Angarth                                         | Pia Nielsen                                            | Jens Peter Nierhoff Steen Skovgaard                    | Jane Webster Karen Chapman                             | Steen Skovgaard Anne Skovgaard                         |
| 1981      | Misbun Sidek                                           | Hiroe Yuki                                             | Duncan Bridge Martin Dew                               | Gillian Gilks Paula Kilvington                         | Steen Fladberg Pia Nielsen                             |
| 1982      | Morten Frost                                           | Wu Dixi                                                | Morten Frost Steen Fladberg                            | Wu Dixi Lin Ying                                       | Dipak Tailor Gillian Gilks                             |
| 1983      | Misbun Sidek                                           | Nettie Nielsen                                         | Mike Tredgett Martin Dew                               | Sumiko Kitada Shigemi Kawamura                         | Steen Fladberg Pia Nielsen                             |
| 1984      | Michael Kjeldsen                                       | Karen Beckman                                          | Mike Tredgett Martin Dew                               | Gillian Gilks Karen Beckman                            | Martin Dew Gillian Gilks                               |
| 1985      | Nick Yates                                             | Qian Ping                                              | Li Yongbo Ding Qiqing                                  | Wu Jianqiu Guan Weizhen                                | Martin Dew Gillian Gilks                               |
| 1986      | Morten Frost                                           | Kim Yun-ja                                             | Park Joo-bong Kim Moon-soo                             | Kim Yun-ja Yoo Sang-hee                                | Lee Deuk-choon Chung Myung-hee                         |
| 1987      | Darren Hall                                            | Qian Ping                                              | Sawei Chanseorasmee Sakrapee Thongsari                 | Lin Ying Guan Weizhen                                  | Martin Dew Gillian Gilks                               |
| 1988      | Morten Frost                                           | Han Aiping                                             | Steen Fladberg Jan Paulsen                             | Lao Yujing Zheng Yuli                                  | Steen Fladberg Gillian Clark                           |
| 1989      | Morten Frost                                           | Helen Troke                                            | Jan Paulsen Henrik Svarrer                             | Erma Sulistianingsih Rosiana Tendean                   | Jan Paulsen Gillian Gowers                             |
| 1990      | Fung Permadi                                           | Pernille Nedergaard                                    | Ong Ewe Chye Rahman Sidek                              | Dorte Kjær Lotte Olsen                                 | Pär-Gunnar Jönsson Maria Bengtsson                     |
| 1991      | Poul-Erik Høyer Larsen                                 | Huang Hua                                              | Eddy Hartono Rudy Gunawan                              | Christine Magnusson Lim Xiaoqing                       | Thomas Lund Pernille Dupont                            |
| 1992      | Alan Budikusuma                                        | Susi Susanti                                           | Jon Holst-Christensen Thomas Lund                      | Christine Magnusson Lim Xiaoqing                       | Thomas Lund Pernille Dupont                            |
| 1993      | Thomas Stuer-Lauridsen                                 | Susi Susanti                                           | Jon Holst-Christensen Thomas Lund                      | Finarsih Lili Tampi                                    | Thomas Lund Erica van den Heuvel                       |
| 1994      | Poul-Erik Høyer Larsen                                 | Lim Xiaoqing                                           | Jon Holst-Christensen Thomas Lund                      | Peng Xinyong Zhang Jin                                 | Thomas Lund Marlene Thomsen                            |
| 1995      | Joko Suprianto                                         | Camilla Martin                                         | Jon Holst-Christensen Thomas Lund                      | Eliza Nathanael Zelin Resiana                          | Ron Michels Erica van den Heuvel                       |
| 1996      | Rashid Sidek                                           | Yao Jie                                                | Jon Holst-Christensen Thomas Lund                      | Deyana Lomban Indarti Issolina                         | Tri Kusharyanto Minarti Timur                          |
| 1997      | Peter Gade                                             | Camilla Martin                                         | Jesper Larsen Jens Eriksen                             | Rikke Olsen Helene Kirkegaard                          | Jens Eriksen Marlene Thomsen                           |
| 1998      | nicht ausgetragen                                      | nicht ausgetragen                                      | nicht ausgetragen                                      | nicht ausgetragen                                      | nicht ausgetragen                                      |
| 1999      | Xia Xuanze                                             | Tang Chunyu                                            | Choong Tan Fook Lee Wan Wah                            | Chen Lin Jiang Xuelian                                 | Lars Paaske Jane F. Bramsen                            |
| 2000      | Vladislav Druzchenko                                   | Dong Fang                                              | Michael Søgaard Jim Laugesen                           | Lu Ying Huang Sui                                      | Jonas Rasmussen Jane F. Bramsen                        |
| 2001      | Kenneth Jonassen                                       | Pi Hongyan                                             | Michael Søgaard Jim Laugesen                           | Rikke Olsen Helene Kirkegaard                          | Michael Søgaard Rikke Olsen                            |
| 2002      | Niels Christian Kaldau                                 | Pi Hongyan                                             | Jonas Rasmussen Lars Paaske                            | Mia Audina Lotte Jonathans                             | Michael Søgaard Rikke Olsen                            |
| 2003      | Lee Hyun-il                                            | Zhang Ning                                             | Flandy Limpele Eng Hian                                | Ra Kyung-min Lee Kyung-won                             | Kim Dong-moon Ra Kyung-min                             |
| 2004      | Lin Dan                                                | Xie Xingfang                                           | Mathias Boe Carsten Mogensen                           | Zhang Dan Zhang Yawen                                  | Carsten Mogensen Rikke Olsen                           |
| 2005      | Lin Dan                                                | Xie Xingfang                                           | Fu Haifeng Cai Yun                                     | Gao Ling Huang Sui                                     | Lee Jae-jin Lee Hyo-jung                               |
| 2006      | Chen Jin                                               | Zhang Ning                                             | Jung Jae-sung Lee Yong-dae                             | Yang Wei Zhang Jiewen                                  | Zhang Jun Gao Ling                                     |
| 2007      | Lin Dan                                                | Xie Xingfang                                           | Lee Jae-jin Hwang Ji-man                               | Yang Wei Zhang Jiewen                                  | Zheng Bo Gao Ling                                      |
| 2008      | Lee Hyun-il                                            | Jun Jae-youn                                           | Lee Jae-jin Hwang Ji-man                               | Lee Kyung-won Lee Hyo-jung                             | Lee Yong-dae Lee Hyo-jung                              |
| 2009      | Bao Chunlai                                            | Wang Yihan                                             | Lee Yong-dae Shin Baek-cheol                           | Cheng Shu Zhao Yunlei                                  | Xu Chen Zhao Yunlei                                    |
| 2010      | Bao Chunlai                                            | Wang Xin                                               | Chai Biao Zhang Nan                                    | Ma Jin Wang Xiaoli                                     | Yohan Hadikusumo Wiratama Tse Ying Suet                |
| 2011      | Lin Dan                                                | Liu Xin                                                | Lee Yong-dae Jung Jae-sung                             | Mizuki Fujii Reika Kakiiwa                             | Robert Blair Gabrielle White                           |
| 2012      | Lin Dan                                                | Li Xuerui                                              | Hong Wei Shen Ye                                       | Xia Huan Tang Jinhua                                   | Thomas Laybourn Kamilla Rytter Juhl                    |
| 2013      | Chen Long                                              | Wang Yihan                                             | Chai Biao Hong Wei                                     | Jung Kyung-eun Kim Ha-na                               | Shin Baek-cheol Jang Ye-na                             |
| 2014      | Arvind Bhat                                            | Sayaka Takahashi                                       | Takeshi Kamura Keigo Sonoda                            | Misaki Matsutomo Ayaka Takahashi                       | Robert Blair Imogen Bankier                            |
| 2015      | Jan Ø. Jørgensen                                       | Sung Ji-hyun                                           | Mads Conrad-Petersen Mads Pieler Kolding               | Christinna Pedersen Kamilla Rytter Juhl                | Mads Pieler Kolding Kamilla Rytter Juhl                |
| 2016      | Lin Dan                                                | Li Xuerui                                              | Ko Sung-hyun Shin Baek-cheol                           | Huang Yaqiong Tang Jinhua                              | Ko Sung-hyun Kim Ha-na                                 |
| 2017      | Chou Tien-chen                                         | Akane Yamaguchi                                        | Kim Astrup Anders Skaarup Rasmussen                    | Yuki Fukushima Sayaka Hirota                           | Zhang Nan Li Yinhui                                    |
| 2018      | Chou Tien-chen                                         | Akane Yamaguchi                                        | Takuto Inoue Yuki Kaneko                               | Yuki Fukushima Sayaka Hirota                           | Goh Soon Huat Shevon Jemie Lai                         |
| 2019      | Kento Momota                                           | Akane Yamaguchi                                        | Hiroyuki Endo Yuta Watanabe                            | Du Yue Li Yinhui                                       | Seo Seung-jae Chae Yoo-jung                            |
| 2020 2021 | abgesagt aufgrund der COVID-19-Pandemie in Deutschland | abgesagt aufgrund der COVID-19-Pandemie in Deutschland | abgesagt aufgrund der COVID-19-Pandemie in Deutschland | abgesagt aufgrund der COVID-19-Pandemie in Deutschland | abgesagt aufgrund der COVID-19-Pandemie in Deutschland |
| 2022      | Kunlavut Vitidsarn                                     | He Bingjiao                                            | Goh Sze Fei Nur Izzuddin                               | Chen Qingchen Jia Yifan                                | Dechapol Puavaranukroh Sapsiree Taerattanachai         |
| 2023      | Ng Ka Long                                             | Akane Yamaguchi                                        | Choi Sol-gyu Kim Won-ho                                | Baek Ha-na Lee So-hee                                  | Feng Yanzhe Huang Dongping                             |
| 2024      | Christo Popov                                          | Mia Blichfeldt                                         | Lee Jhe-huei Yang Po-hsuan                             | Li Yijing Luo Xumin                                    | Tang Chun Man Tse Ying Suet                            |